# Американский альпийский клуб
Американский альпийский клуб (англ. American Alpine Club) — некоммерческая (501(с)(3)) организация, клуб профессиональных альпинистов и альпинистов-любителей. Штаб-квартира расположена в городе Голден (штат Колорадо, США), в здании «Американского альпинистского центра» (англ. American Mountaineering Center).
Через своих членов, клуб поддерживает  американских альпинистов внутри страны и по всему миру; предоставляет гранты (около 100 тыс. долларов США в год) и осуществляет волонтёрскую деятельность в поддержку альпинизма и охраны горной природы; проводит местные и национальные  фестивали и мероприятия. Также клубу принадлежат музей альпинизма,   специализированная альпинистская библиотека и гостиницы для временного размещения альпинистов: Уэко Рок Ранчо (Hueco Rock Ranch), Нью-Ривер Джордж Кемпграунд (New River Gorge Campground), Гранд Тетон Климберс Ранчо ( Grand Teton Climbers’ Ranch) и другие. В США у «Американского альпийского клуба» есть несколько региональных отделений, в которых работают как сотрудники, так и волонтёры. Клуб существует за счёт членских взносов, добровольных пожертвований частных лиц и организаций, доходов от гостиниц и издательской деятельности.
Клуб издаёт два журнала: «Американский альпийский журнал» и «Происшествия в североамериканском альпинизме», а также ежегодный «Членский путеводитель». Все номера журналов, а также десятки тысяч экземпляров других изданий, хранятся в библиотеке клуба.

## История
«Американский альпийский клуб» основан в 1902 году сорока пятью членами-учредителями, в числе которых был знаменитый исследователь-натуралист Анжело Хейлприн (англ. Angelo Heilprin). Большинство учредителей клуба были с Восточного побережья США, некоторые — со Среднего Запада, Вашингтона и Аляски.
Среди учредителей клуба также следует отметить известную альпинистку и феминистку Энни Смит Пек и 
первого президента клуба, Чарльза Эрнеста Фея (англ. Charles Ernest Fay).
В первые полвека своего существования «Американский альпийский клуб» ориентировался, в основном, на Восточное побережье США. Штаб-квартира оставалась до 1993 года располагалась в Нью-Йорке, затем по единогласному решению Совета клуба она была перенесена в город Голден штата Колорадо, где располагается по сей день. В том же здании «Американского альпинистского центра» располагаются «Горный клуб Колорадо» (англ. Colorado Mountain Club) и «Отплывающий» (англ. Outward Bound).
«Американский альпийский клуб» был и остаётся ассоциированным с рядом других американских и международных организаций. В 1930 году он стал одним из основателей «Международного союза ассоциаций альпинизма» (фр. Union International des Associations d’Alpinism), а в 1948 году — «Арктического института Северной Америки» (англ. Arctic Institute of North America).

## Библиотека
В 1916 году в «Американском альпийском клубе» была создана специализированная библиотека для нужд альпинистов и горных туристов. Первые книги были получены в дар от американского альпиниста Генри Монтанье (Henry Montagnier), затем коллекцию пополняли другие члены клуба. Многие книги и артефакты подписаны участниками известных экспедиций. Поначалу большинство изданий в библиотеке были связаны с Альпами. Начиная с 1929 года библиотека размещалась в здании Нью-Йоркской публичной библиотеки, занимая там отдельную комнату. Постепенно она пополнилась не только книгами, но и артефактами, привезёнными из экспедиций в Гималаи и другие места, и ей уже не хватало прежнего помещения. Поэтому в 1941 году «Американский альпийский клуб» для своей библиотеки купил и отремонтировал здание бывшей пожарной части в Манхэттене.
Следующий переезд библиотеки состоялся в 1993 году, когда она вместе со штаб-квартирой клуба переместилась в Голден и расположилась там в подвале здания «Центра американского альпинизма». Вскоре после этого библиотека вновь получила щедрый подарок от члена клуба, альпиниста Джона Бойла (John Boyle), участника экспедиции, которой в 1983 году впервые удалось взобраться по стене Кангшунг на вершину Джомолунгмы. Он передал библиотеке свою гималайскую коллекцию: 2500 книг, 400 экспедиционных отчетов, 100 видеороликов и фильмов. В 2008 году другой частный коллекционер передал библиотека 30000 томов литературы о Центральной Азии.
Сегодня на сайте библиотеки членам клуба доступен электронный каталог книг, заказ книг с доставкой, а также онлайн-путеводитель.

## Издания клуба

### «Американский Альпийский Журнал»
«Американский альпийский журнал» (англ. American Alpine Journal) выпускается ежегодно, начиная с 1929 года. Публикует новости о первовосхождениях, отчеты высокогорных экспедиций со всего мира, а также географические и топографические карты, рецензии на книги и другие тематические материалы.

### «Происшествия в североамериканском альпинизме»
Ежегодный журнал «Происшествия в североамериканском альпинизме» (англ. Accidents in North American Mountaineering) издаётся «Американским альпийским клубом» в сотрудничестве с «Альпийским клубом Канады» (англ. Alpine Club of Canada). В нём рассматриваются и анализируются различные чрезвычайные происшествия в горах, несчастные случаи, произошедшие с альпинистами по причине неправильного выбора одежды, защитного и другого снаряжения, недостатка опыта, ошибочных решений и переоценки собственных сил и возможностей. Производится подробный разбор причин каждого несчастного случая и даются рекомендации, помогающие избежать повторения подобного.

### «Членский путеводитель»
В «Членском путеводителе» (англ. Guidebook to Membership), впервые опубликованном и распространённом в 2012 году, содержится информация о преимуществах членства «Американском альпийском клубе». Это издание доступно в Интернете.

## Членство в клубе
Со времени основания «Американского альпийского клуба» и до середины 1980-х годов, кандидат в члены должен был представить список своих значительных высотных восхождений или других «значительных альпинистских достижений» либо иных «эквивалентных» достижений. За «эквивалентные» достижения в члены клуба принимались писатели и художники, которые не обязательно были опытными альпинистами, но своей творческой работой внесли весомый вклад в дело развития альпинизма. Но для большинства членство в этом клубе тогда означало, что альпинист уже добился выдающихся результатов. В настоящее время клуб не выдвигает таких требований к своим новым членам.

### Известные члены клуба
В «Американском альпийском клубе» состояло немало выдающихся людей. Среди них можно отметить Джона Мьюра, знаменитого естествоиспытателя и писателя, соучредителя клуба «Сьерра» (англ. Sierra Club), которого многие считают основателем общественного движения за сохранение пустынь. Мьюр был вторым президентом «Американского альпийского клуба»; при нём клуб стал активно участвовать в мероприятиях по охране окружающей среды в США.
Лайман Спитцер, известный физик-теоретик и астроном, также был членом клуба. В 1965 году Спитцер и Дональд Мортон совершили первовосхождение на гору Тор (1675 метров над уровнем моря), расположенную в национальном парке Ауюиттук, на острове Баффинова Земля (провинция Нунавут, Канада).:347 В качестве члена американского альпийского клуба Спитцер учредил «Премию Лаймана Спитцера за передовые достижения в альпинизме» (англ. Lyman Spitzer Cutting Edge Climbing Award) в размере 12000 долларов США; присуждается нескольким экспедициям ежегодно.
Одним из первых членов «Американского альпийского клуба» была Мэри Джоб Эйкли (англ. Mary Jobe Akeley), которая исследовала Селкирк и большую часть Британской Колумбии между 1907 и 1914 годами.

### Действующие руководители клуба (2012-2015)
| Президент      | Марк Крёзе (Mark Kroese)        |
| Вице-Президент | Чарли Сассара (Charlie Sassara) |
| Секретарь      | Дуг Уокер (Doug Walker)         |
| Казначей       | Поль Ганье (Paul Gagner)        |